# Atelognathus solitarius
Atelognathus solitarius là một loài ếch trong họ Leptodactylidae. Chúng là loài đặc hữu của Argentina.
Các môi trường sống tự nhiên của chúng là vùng đất có cây bụi nhiệt đới hoặc cận nhiệt đới và sông.